# Euro Hockey Challenge
Euro Hockey Challenge (EHCH) je hokejová soutěž, ve které proti sobě hraje dvanáct nejlepších evropských reprezentačních výběrů rozdělených do dvou skupin.  Ustanovena byla v roce 2010 a jejím smyslem je nahradit přátelská utkání v dubnu před mistrovstvím světa, pro která se složitě hledali soupeři, jelikož ve většině národních soutěží začínají zápasy playoff. Každý rok sehraje jeden celek tři dvojutkání.

## Seznam účastníků
- Bělorusko
- Česká republika
- Dánsko
- Finsko
- Francie
- Lotyšsko
- Německo
- Norsko
- Rakousko
- Rusko
- Slovensko
- Švédsko
- Švýcarsko

## Výsledky
| Ročník    | Vítěz     | 2. místo  | 3. místo |
| --------- | --------- | --------- | -------- |
| EHCH 2011 | Finsko    | Švédsko   | Česko    |
| EHCH 2012 | Česko     | Švýcarsko | Finsko   |
| EHCH 2013 | Švédsko   | Finsko    | Norsko   |
| EHCH 2014 | Finsko    | Česko     | Švédsko  |
| EHCH 2015 | Česko     | Švédsko   | Finsko   |
| EHCH 2016 | Finsko    | Bělorusko | Česko    |
| EHCH 2017 | Švýcarsko | Finsko    | Česko    |
| EHCH 2018 | Česko     | Finsko    | Švédsko  |
| EHCH 2019 | Česko     | Rusko     | Švédsko  |
| EHCH 2020 |           |           |          |
| EHCH 2021 |           |           |          |
| EHCH 2022 |           |           |          |